# Château des Thons
Le château des Thons est un château du XVIIe siècle de la commune des Thons, proche de la Saône, au sud-ouest du département des Vosges en région culturelle et historique de Lorraine, région administrative Grand Est.
Il ne subsiste plus aujourd'hui que la moitié gauche. L'autre moitié a été démontée au début du XXe siècle pour être reconstruite aux États-Unis.

## Histoire
Le château des Thons a été construit vers 1603/1604 par l'architecte Jacques Gentillâtre, pour Jean III du Châtelet (†1610), baron des Thons et maréchal de Lorraine. Il construit un château en forme de U avec un corps central à deux ailes en retour. Le style est de la fin de la période renaissance, mélangeant les pierres et les briques, ainsi que les éléments décoratifs et défensifs. Par exemple, les grandes galeries à arcades et les jardins qui allaient jusqu'à la Saône étaient des constructions d'agréments, mais les fossés et les canonnières faisaient encore penser aux dangers potentiels qui existaient en ce début de XVIIe siècle alors que la guerre de Trente Ans qui devaient ravager l'Europe n'avait pas encore eu lieu.
Pendant une grande partie du XVIIIe siècle, le domaine des Thons est délaissé par ses propriétaires successifs, ceux-ci semblent en effet être plus intéressée à vivre de leur charge de gouverneur de Vincennes qu’à entretenir un château de province lointain. La famille du Châtelet vend le domaine en 1763 à un jeune officier, Jean Baptiste Toustain de Viray (†1769). Il avait épousé la fille du châtelain de Valfroicourt, Marie-Nicole d’Hoffelize (†1812), avec qui il a trois enfants : François-Etienne, Louis-Gabriel et Rose. Jean Baptiste Toustain de Viray meurt prématurément six ans après l'achat du château et c'est sa veuve qui poursuit l’œuvre de restauration de son époux même si l’œuvre de Jacques Gentillâtre en est dénaturée.
Pendant la révolution française, les deux fils devenus officiers émigrent : François-Etienne sert dans l'armée du prince Louis V Joseph de Bourbon-Condé et Louis-Gabriel est atteint d'aliénation mentale assez rapidement puisqu'il est enfermé le 7 mai 1790 dans un asile à Hambourg où il meurt 11 ans plus tard. Sans doute à cause de l'émigration des deux fils, le château est mis très vite sous séquestre et la châtelaine et sa fille Rose sont enfermées aux Cordeliers de Nancy. Marie-Nicole d’Hoffelize est libérée en 1794 et doit lutter pour retrouver ses droits et ses biens. À sa mort en 1812, ses trois enfants étant morts sans héritier avant elle, le château passe à son neveu Joseph-Gaspard d'Hoffelize (†1849), puis à son fils François-Joseph Ernest (†1856).
En 1857, le domaine est vendu en parts. Les familles Lévylier, Gadel, Morel, Barras se succèdent comme propriétaires. À l'époque on se préoccupe plus de la richesse que procure les terres que des qualités architecturales des bâtiments, c'est pourquoi le château commence une longue période de délabrement. Par exemple le parc qui bordait le château est transformé en terre pour l'élevage.
Pendant la première Guerre mondiale, le village des Thons accueillent des soldats américains à partir de 1917. Le château quant à lui sert de logis pour les officiers américains. C'est alors que l'histoire du château va prendre une tournure rocambolesque. Un des officiers américains séduit une dame du village pendant que son époux est encore mobilisé. De retour dans son foyer lors d'une permission, le mari trompé est mis au courant de son infortune et décide de se venger en tuant l'amant d'un coup de fusil au château. On annonce la nouvelle aux parents de l'officier américain, habitant à Long Island, et on leur fait croire tout simplement que leur fils est mort en combattant l'ennemi allemand. La guerre terminée en 1918, le château ayant été vendu à des marchands de bien de Langres, les parents américains décident alors de racheter "le lieu où leur fils avait été tué". Le père était le financier multimillionnaire Ashbel Barney (de Salomon Smith Barney). Grâce à une dispense spéciale du gouvernement français, l'aile droite et la partie droite du corps central sont démontées pierre par pierre entre 1924 et 1926. Chaque pierre, brique, tuile et panneau de bois sont individuellement marqués et numérotés. Le tout est chargé sur un bateau à vapeur privé et prend la direction de l'Amérique. Le mobilier, les sculptures et les ornements intérieurs de tout le château sont également embarqués. L'architecte français Charpentier est chargé de remonter le bâtiment à Long Island en 1927, avec l'aide d'une centaine de maîtres artisans et de tailleurs de pierre de tous les coins de France, pour en faire un "manoir à la française". Celui-ci porte le nom de château des Thons, comme son jumeau resté en Europe.
Du château originel des Thons, il ne reste plus que l'aile gauche et la partie gauche du corps central. On peut y voir également le plus grand colombier circulaire du département des Vosges. Le château ne fait actuellement l'objet d'aucune inscription ou classement au titre des monuments historiques.

## Galerie d'images

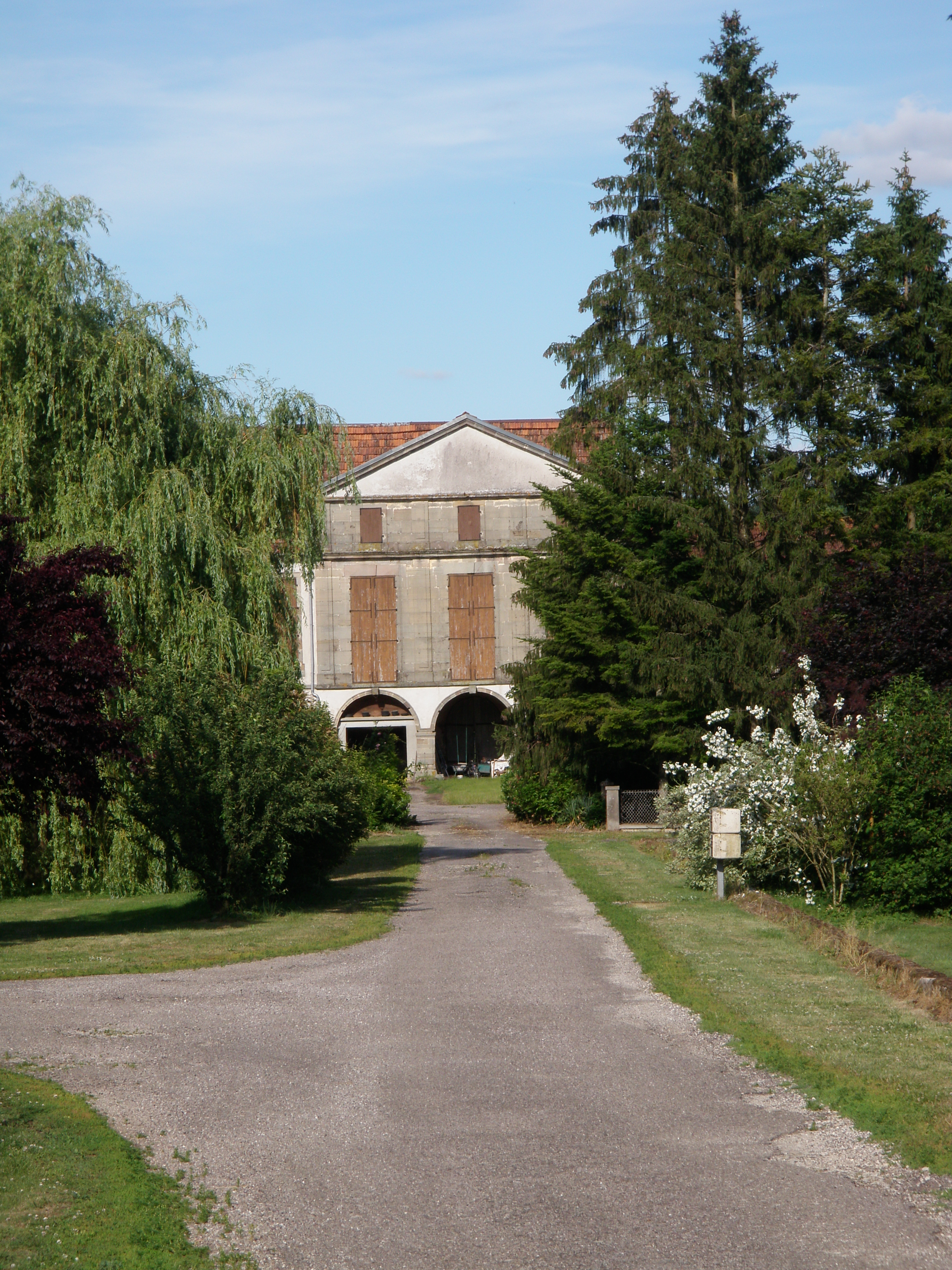
Façade principale depuis la route.
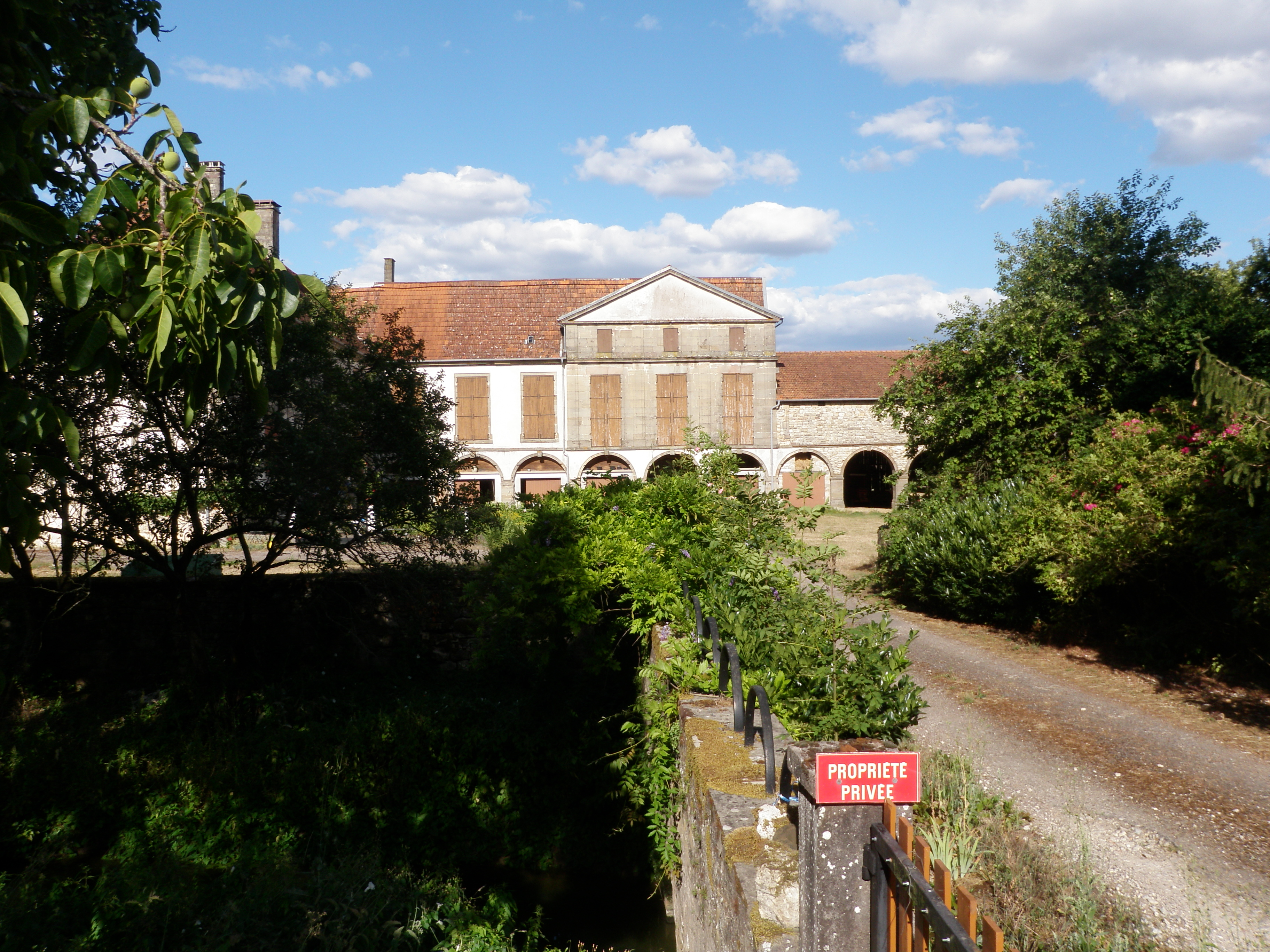
Façade principale.
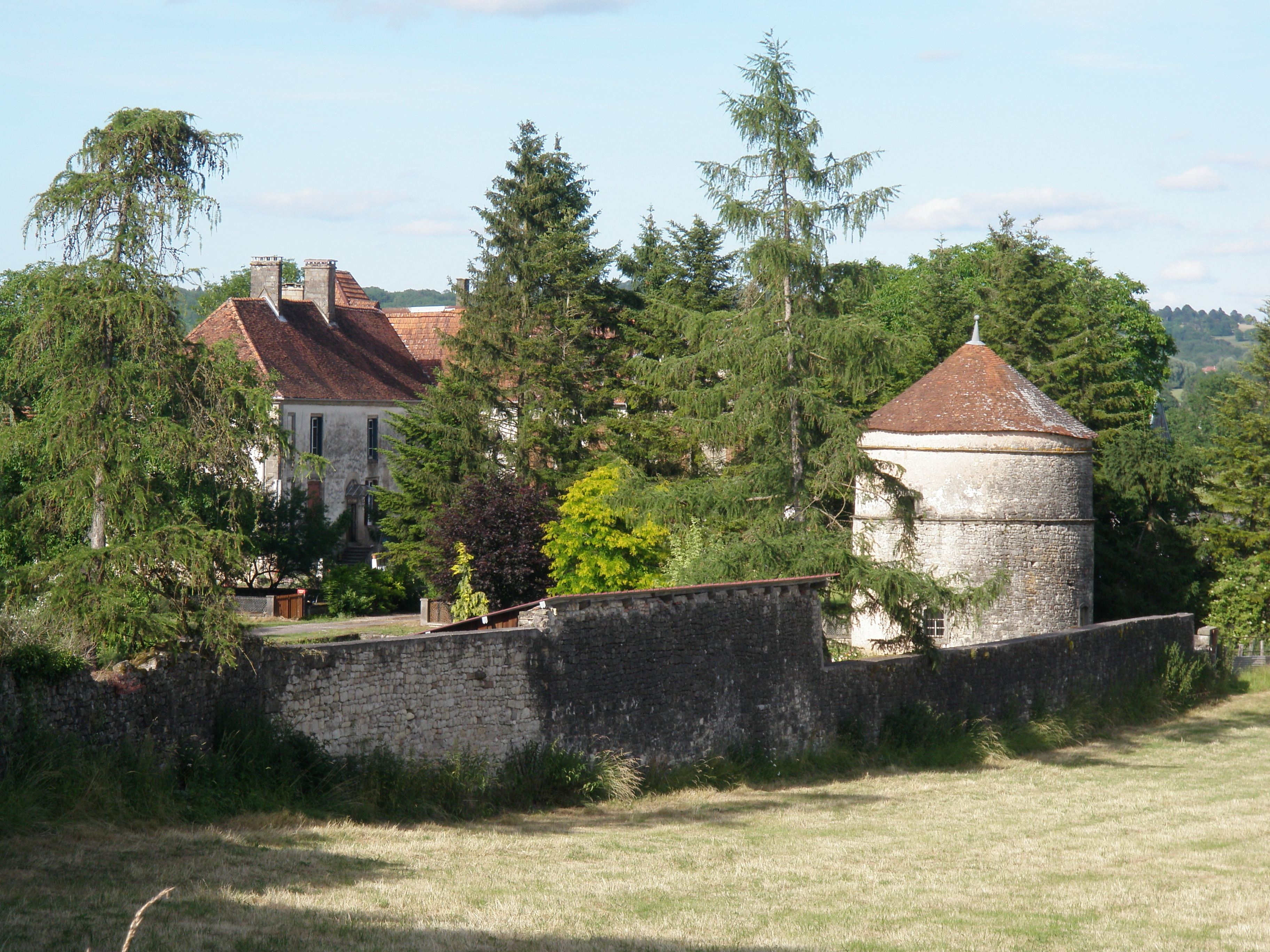
Château et son colombier.
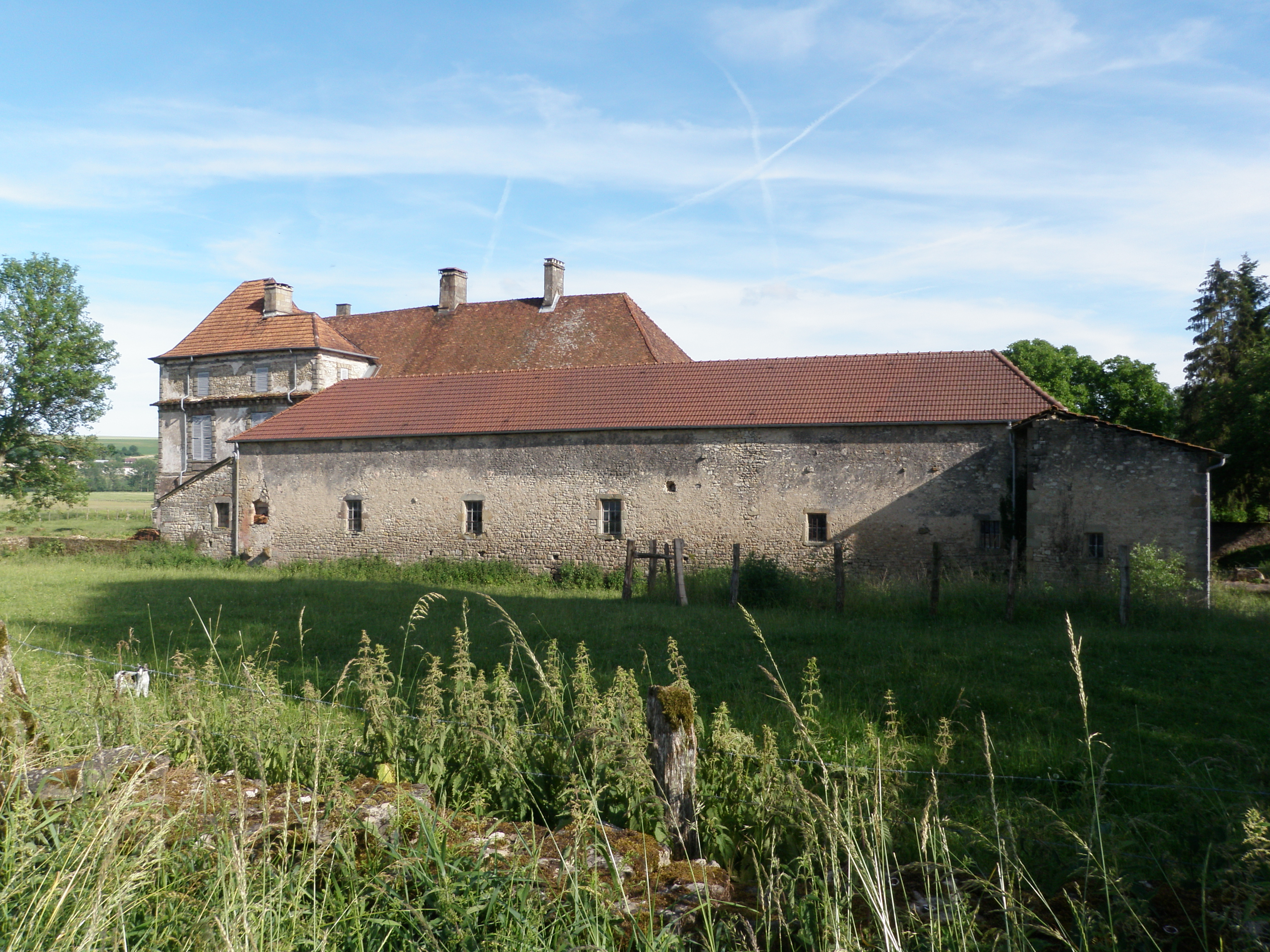
Façade nord.
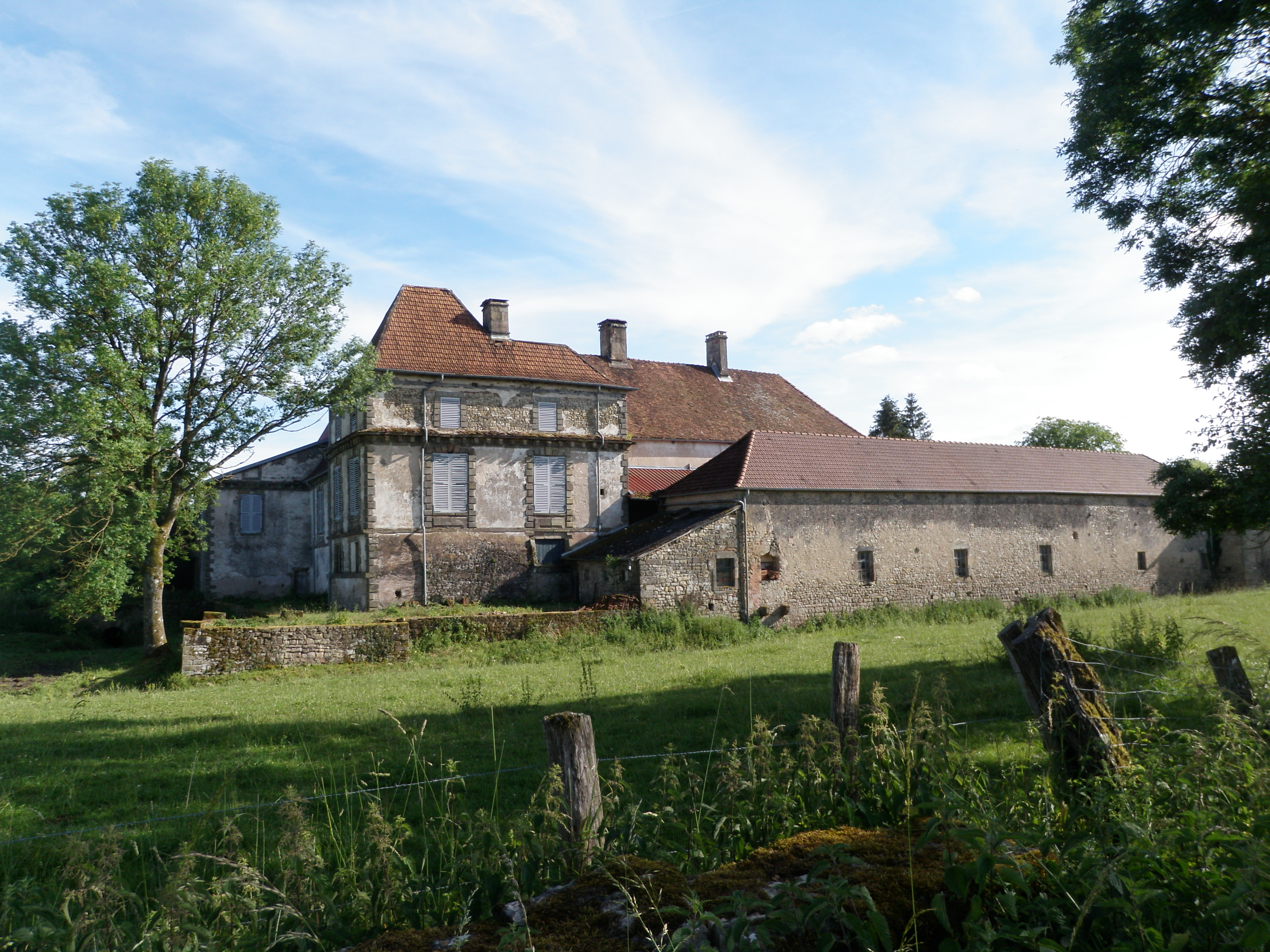
Façade nord.
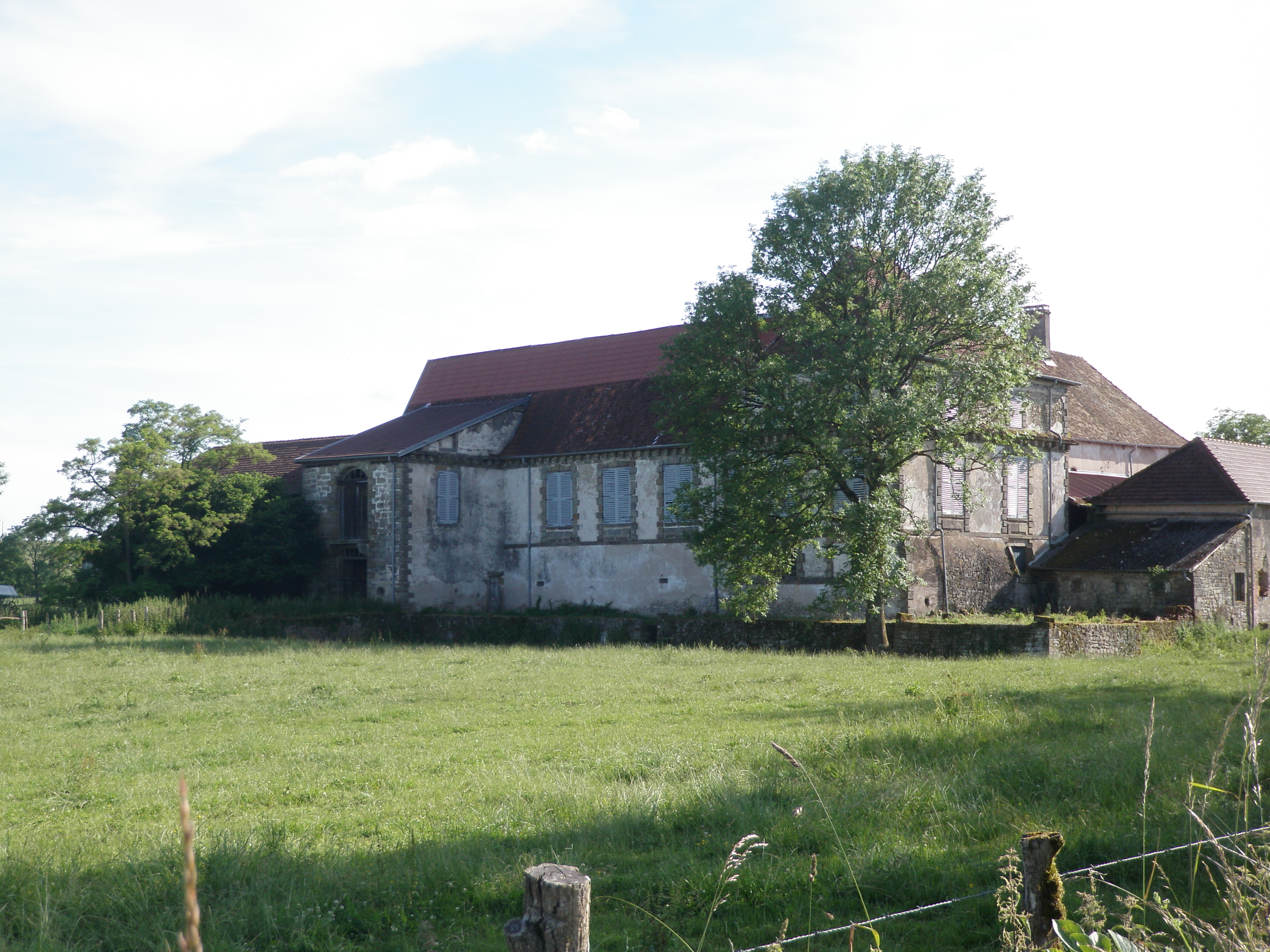
Façade arrière.
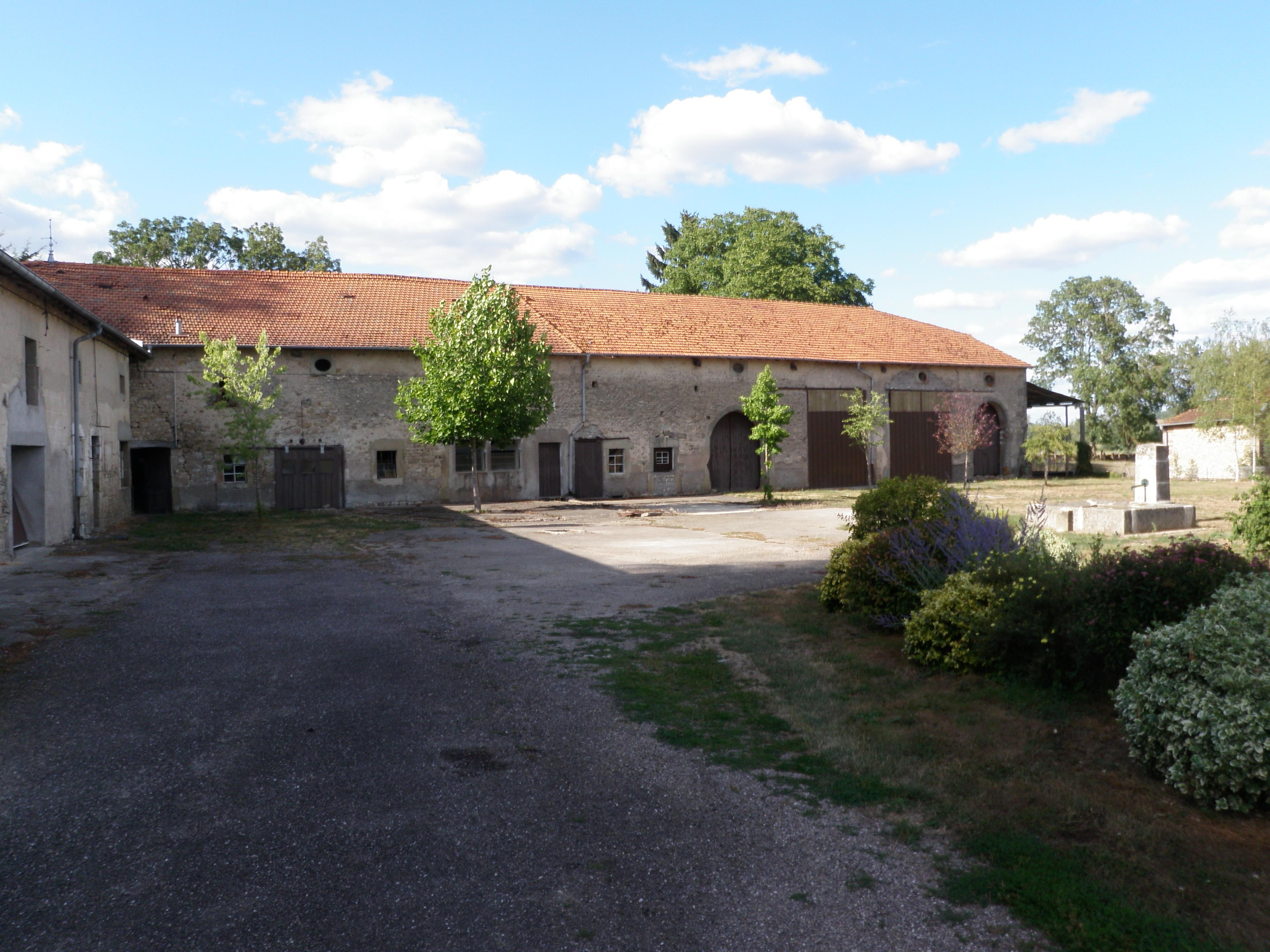
Communs.
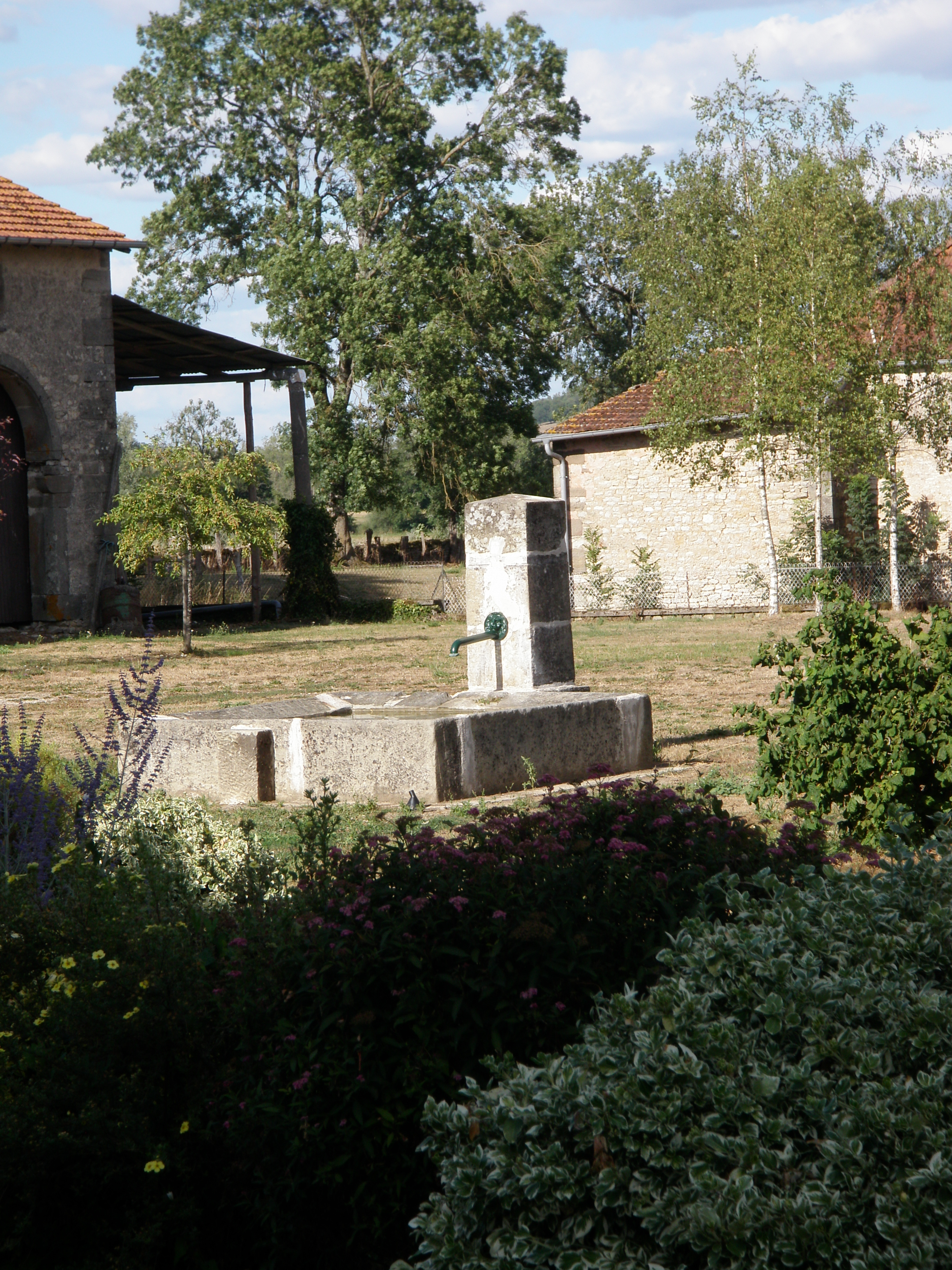
Fontaine dans la cour des communs.
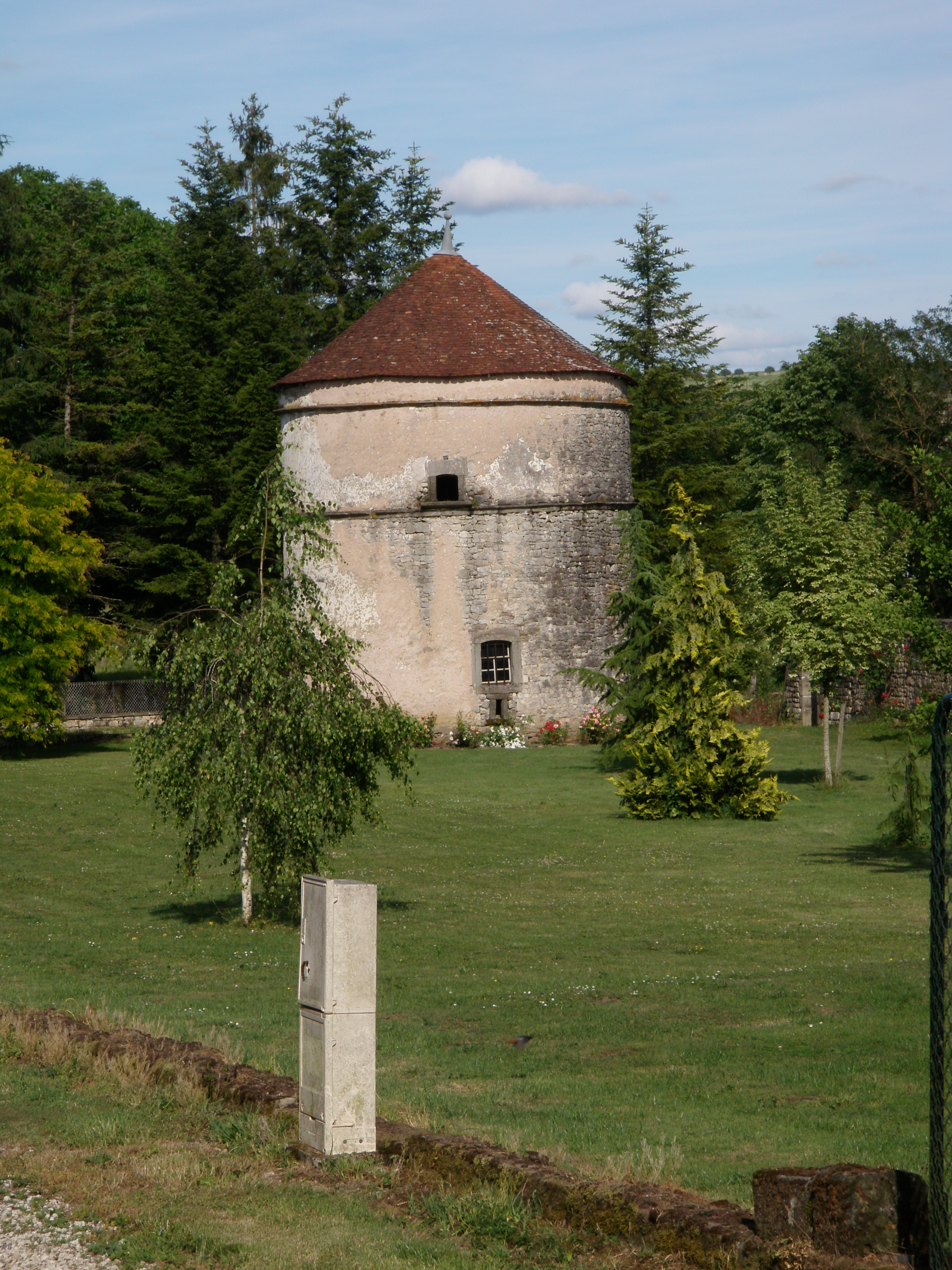
Colombier.
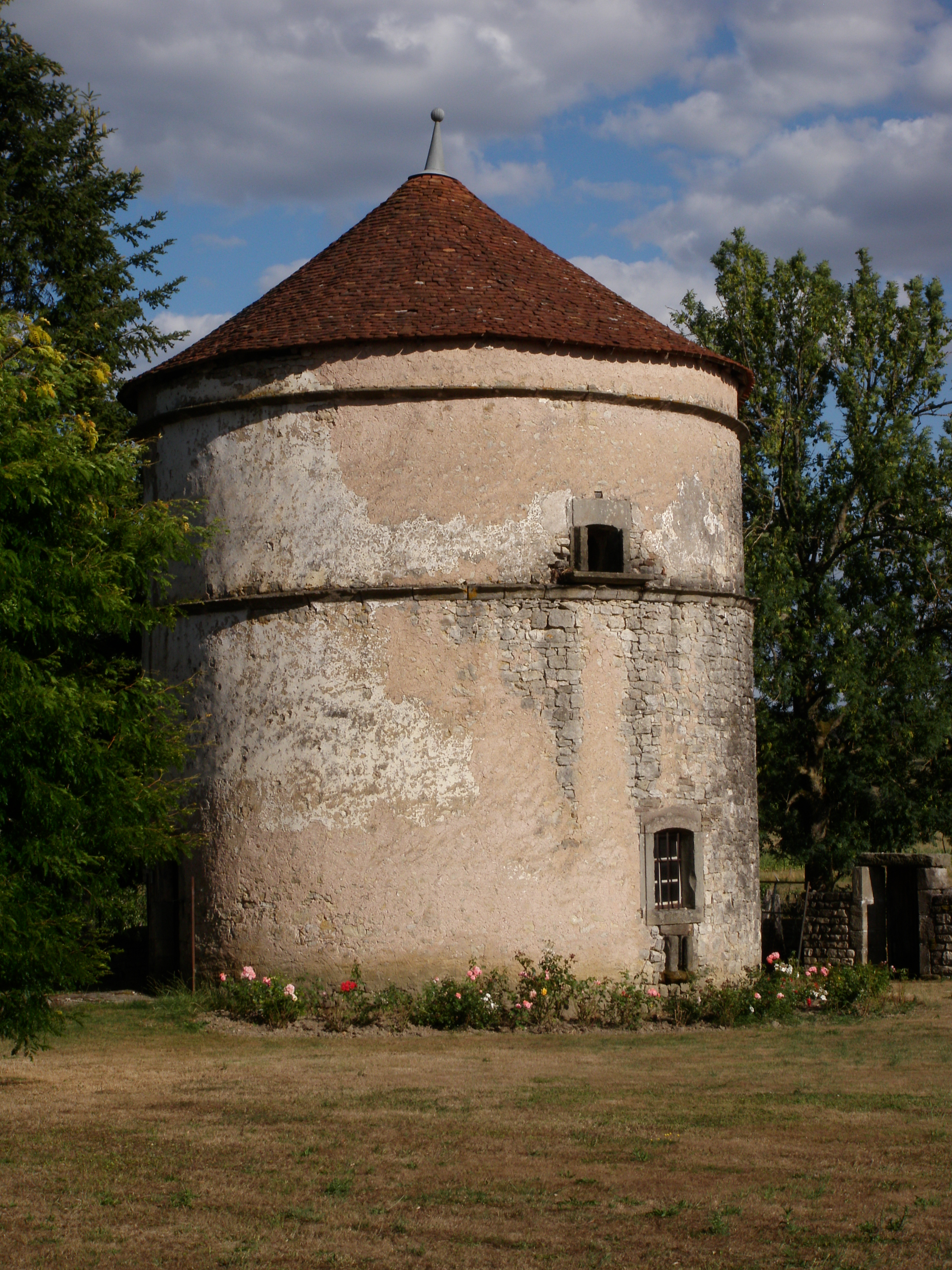
Colombier.